# C’mon, Let’s Live a Little
C’mon, Let’s Live a Little ist ein US-amerikanisches Filmmusical von David Butler aus dem Jahr 1967. Mit diesem Film beendete David Butler seine lange Filmkarriere, die er einst als Schauspieler begonnen hatte.

## Handlung
Der Sänger Jesse Crawford ist auf der Suche nach einer Ausbildung. Jesse rettet bei einem Autounfall der hübschen Judy Grant, die Tochter des Dekans, das Leben. Daraufhin erhält er die Möglichkeit in Waymount das College zu besuchen. Am College freundet er sich mit Rego an, der ihn dazu verleitet, ebenfalls gegen Dekan Grant zu protestieren. Judy ist zunächst enttäuscht von dem Verhalten ihres Retters, dem aber selbst auffällt, dass er die Familie Grant damit sehr verletzt hat. Er wendet sich von Rego ab und will das College verlassen, doch bevor er sich auf den Weg macht, sind die Proteste beendet. Judy und Jesse kommen sich näher, während beide am College studieren.

## Hintergrund
Der Film wurde von den Filmproduktionsgesellschaften All-Star Productions, Hertlandy Productions und Paramount Pictures fertiggestellt. Für die Filmverwertung war Paramount Pictures verantwortlich. Die Filmkomödie wurde in Mono, bei einem Seitenverhältnis von 2,35:1 auf einem 35-mm-Film, aufgenommen.
Der Film feierte am 3. März 1967 in New York City seine Premiere.

## Lieder
Die im Musical verwendeten Lieder stammen von Don Crawford, der in dem Film als Jeb Crawford zu sehen ist.
1. C’mon Let’s Live a Little
2. Baker Man
3. What Fool This Mortal Be
4. Tonight’s the Night
5. For Granted
6. Back-Talk
7. Over and Over
8. Let’s Go Go
9. Way Back Home
10. Instant Girl

## Rezeption
Der Filmkritiker Howard Thompson von der New York Times fand die Bilder der „kostengünstige Produktion“ gut doch die dargestellte Handlung sei „absurd“.